# Caracuel de Calatrava
Caracuel de Calatrava es un municipio español de la provincia de Ciudad Real, en la comunidad autónoma de Castilla-La Mancha, situado a pocos kilómetros entre Puertollano y Ciudad Real.

## Geografía
Integrado en la comarca de Campo de Calatrava, se sitúa a 25 kilómetros de Ciudad Real. El término municipal está atravesado por la carretera  N-420  entre los pK 174 y 179, además de por la carretera autonómica  CM-9414 , que permite la comunicación con Corral de Calatrava. 
El relieve del municipio es el propio de la comarca a la que pertenece, una llanura con alguna elevación aislada al sur (La Moyana, 799 metros). Cuenta además con la laguna de Caracuel, un importante humedal de carácter temporal situado junto a la Sierra de Perabad, en una depresión fruto de un evento eruptivo de tipo hidromagmático. La altitud oscila entre los 799 metros al sur y los 635 metros al norte. El pueblo se alza a 753 metros sobre el nivel del mar. 
| Noroeste: Corral de Calatrava     | Norte: Corral de Calatrava    | Noreste: Corral de Calatrava |
| Oeste: Corral de Calatrava        |                               | Este: Corral de Calatrava    |
| Suroeste: Villamayor de Calatrava | Sur: Argamasilla de Calatrava | Sureste: Cañada de Calatrava |

## Historia
En la antigüedad, el municipio de Caracuel poseía el corral de vacas en el lugar en el que hoy se encuentra la localidad de Corral de Calatrava. Dicha localidad se fundó a partir de que el Cardenal Monescillo comprara parte de dicho corral.

## Demografía
Caracuel de Calatrava cuenta con una población de 134 habitantes (INE 2024).
| Gráfica de evolución demográfica de Caracuel de Calatrava entre 1842 y 2021 |
| |
| Población de derecho según los censos de población del INE Población de hecho según los censos de población del INEEn estos censos se denominaba Caracuel: 1842, 1857, 1860, 1877, 1887, 1897, 1900, 1910, 1920, 1930, 1940, 1950 y 1960 |

## Patrimonio

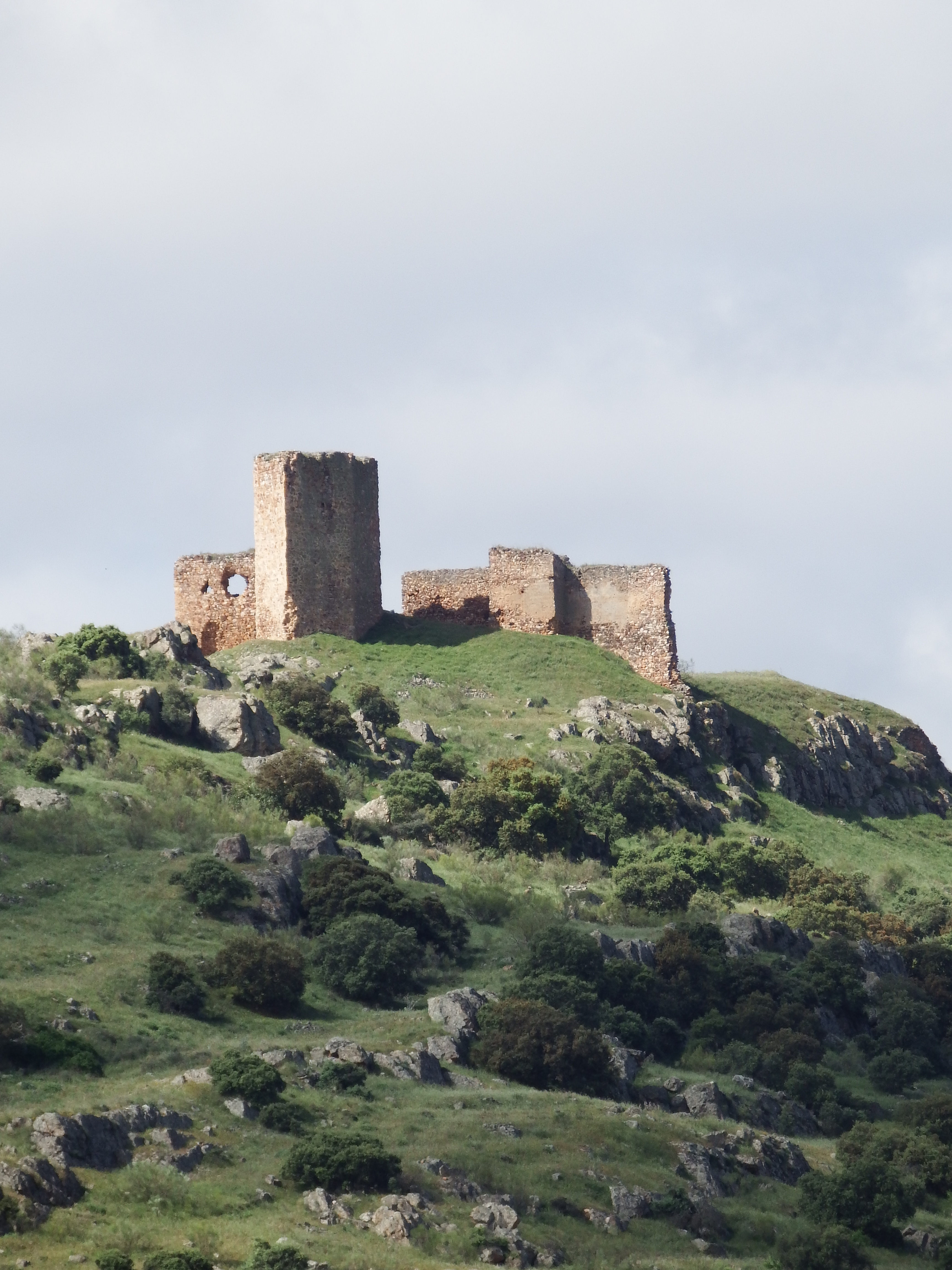
Castillo de Caracuel

- Castillo de Caracuel: Fortificación de fundación musulmana reutilizada y trasformada por la Orden de Calatrava. Conserva restos de murallas, de dependencias y torre albarrana pentagonal. Cuenta la leyenda que en este castillo vivía una reina árabe llamada Clara, así como el nombre de Caracuel, que se dice que derivó de caracruel por la cara tan cruel que tenía dicha reina, pero que en realidad procede de la antigua población romana llamada Carcovium, ubicada en sus cercanías. A pesar de su importancia histórica, este monumento está incluido dentro de la Lista Roja de Patrimonio en peligro de la asociación Hispania Nostra.
- Iglesia de Nuestra Señora de la Asunción. Edificio de estilo cisterciense, enclavado a las afueras del pueblo, al lado del cementerio y en la ladera del monte donde se enclava el Castillo.
- Iglesia del Cristo de la Ascensión. Edificio de nueva construcción donde se venera la imagen del Cristo de la Ascensión, muy querido en la villa.

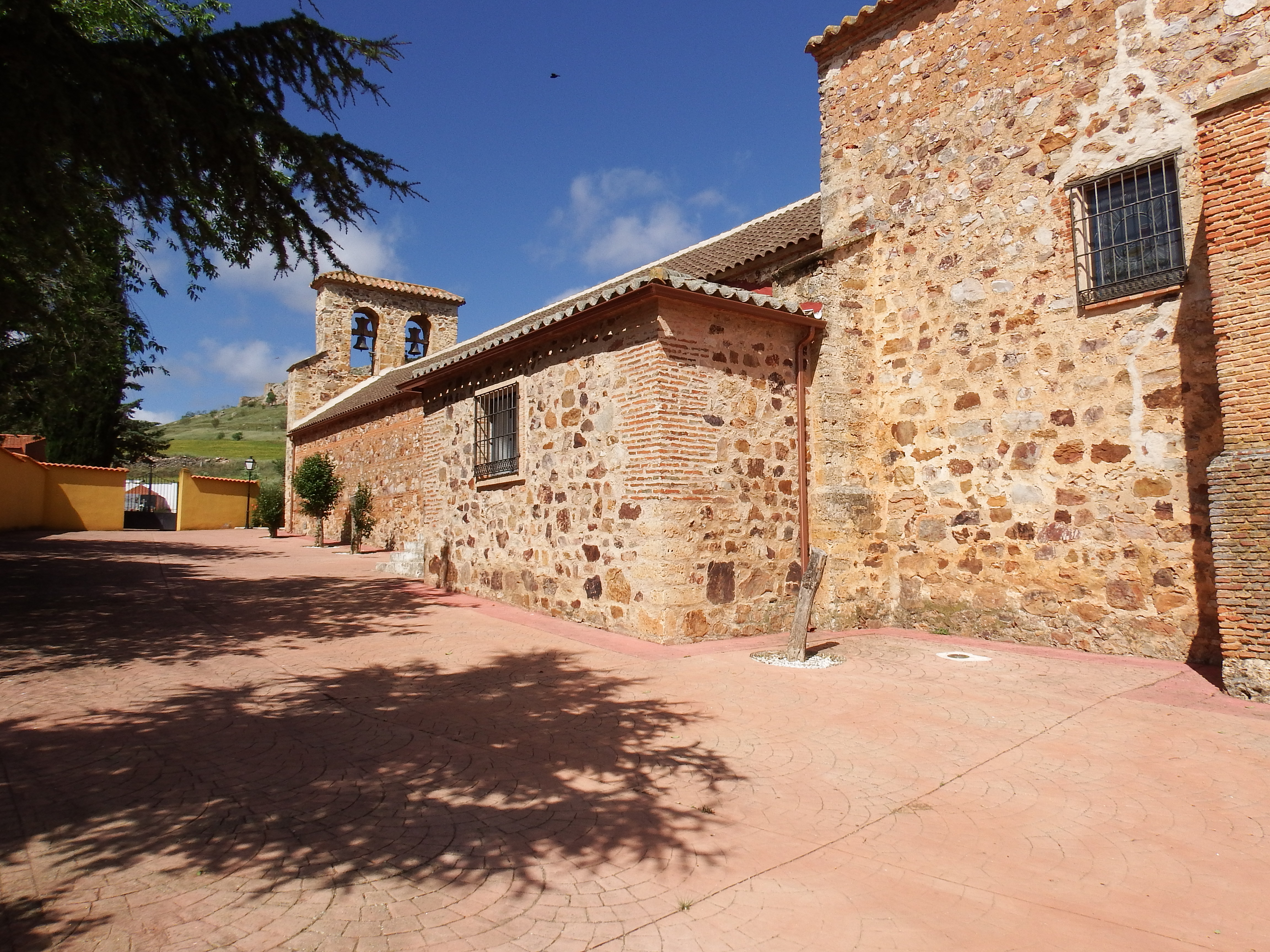
Iglesia de la Asunción, junto al cementerio.

## Fiestas
Las fiestas patronales son el 3 de febrero y se celebran en honor a San Blas. Destacan también las fiestas en honor al Santísimo Cristo de la Ascensión, celebradas el fin de semana de la Ascensión, 40 días después de concluir la Semana Santa.
Como punto interesante de ocio destacan las fiestas de verano, realizadas a finales del mes de agosto, denominadas como Semana Cultural y Fin de Semana Cultural, en estos días se realizan múltiples actividades de ocio, como conciertos, actuaciones, juegos, talleres y actividades de turismo activo.